# Ehre, Freiheit, Vaterland

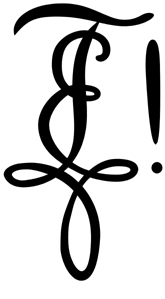
Der Burschenschafterzirkel zeigt in stilisierter Form die drei Anfangsbuchstaben des Wahlspruchs: E F V !

Der Wahlspruch an einem Studentenwappen

Ehre, Freiheit, Vaterland war der Wahlspruch der Jenaer Urburschenschaft von 1815 und ist noch heute der Wahlspruch der meisten Burschenschaften und vieler anderer Verbindungen, des Korporationsverbandes Deutsche Burschenschaft und der Allgemeinen Deutschen Burschenschaft.
Im monogrammartigen Erkennungszeichen aller dieser Verbindungen – dem Zirkel – sind die Anfangsbuchstaben E, F, V enthalten. Das Studentenlied Schwört bei dieser blanken Wehre, auch Burschenschafterlied genannt, ist auf diesem „Dreiklang“ aufgebaut.

## Geschichte
Bereits im 18. Jahrhundert lässt sich der Spruch in wechselnder Wortfolge nachweisen. Als studentischer Wahlspruch wurde er 1814 in der Fassung „Freiheit, Ehre, Vaterland“ erstmals von der Landsmannschaft Teutonia Halle verwendet.
Die Urburschenschaft, die zunächst den Wahlspruch „Dem Biedern Ehre und Achtung“ geführt hatte, übernahm den Wahlspruch in der Fassung „Ehre, Freiheit, Vaterland“ am 18. März 1816. In dieser Form wurde er schließlich von der Mehrzahl der Burschenschaften übernommen.
Die frühburschenschaftliche Gemeinschaft der Gießener Schwarzen führte den Wahlspruch „Gott, Freiheit, Vaterland“. Aus einer Kombination der beiden Wahlsprüche wurde schließlich das von mehreren Burschenschaften bis heute geführte „Gott, Ehre, Freiheit, Vaterland“.
Laut einem Wörterbuch von 1846 ist „Ehre, Freiheit, Vaterland“ unter anderem „die Zusammenstellung der höchsten Erdengüter, der persönlichen Ehre, der göttlichen Freiheit und des irdischen Vaterlandes, von der deutschen Jugend nach der Rückkunft aus den Freiheitskämpfen“.

## Varianten
Einige Studentenverbindungen (Jena, Leipzig, Dorpat, Gießen, Erlangen, Bonn, Tübingen, Würzburg) führen oder führten „Gott, Ehre, Freiheit, Vaterland“, die Neue Deutsche Burschenschaft verwendet den Wahlspruch „Freiheit, Ehre, Vaterland“, der Schwarzburgbund „Gott, Freiheit, Vaterland“, der Coburger Convent „Ehre, Freiheit, Freundschaft, Vaterland“, der Kartellverband „Mit Gott für deutsche Ehre“.